# Всемирные игры дружбы
Всемирные игры дружбы — спортивные соревнования, которые планировалось провести с 15 по 29 сентября 2024 года в Екатеринбурге и Москве, однако сначала перенесли на 2025 год, а позже указом Президента РФ были отложены «до особого решения». Соревнования должны были состоятся в 33 летних видах спорта (олимпийских и неолимпийских). Дополнительно в 2 видах спорта должны были пройти выставочные турниры.

## Подготовка
Координатором Всемирных игр дружбы является Международная ассоциация дружбы (International Friendship Association). В перспективе организация планирует проводить не только летние, но и зимние турниры.
Подготовка Игр осуществляется в соответствии с указом президента РФ Владимира Путина. Организационный комитет был создан 16 июня 2023 года. В ноябре 2023 года утверждён состав организационного комитета. 29 ноября 2023 года Оргкомитетом окончательно утверждена концепция соревнований и количество видов спорта. 19 апреля 2024 года президент России Владимир Путин подписал закон, регулирующий правовые отношения в ходе подготовки и проведения Всемирных игр дружбы. В частности документ вводит новое понятие IFA (International Friendship Association) – «Международная ассоциация дружбы», осуществляющее международное сотрудничество в спорте. Финансирование игр будет идти из федерального и региональных бюджетов, а также иных законных источников. Среди прочего, в ходе Игр запрещается показ на телеканалах и в интернете рекламы алкоголя и букмекеров, а также продажа спиртного.

### Приостановка
2 декабря 2024 года Владимир Путин постановил отложить проведение Всемирных игры дружбы «до особого решения Президента Российской Федерации».

## Города

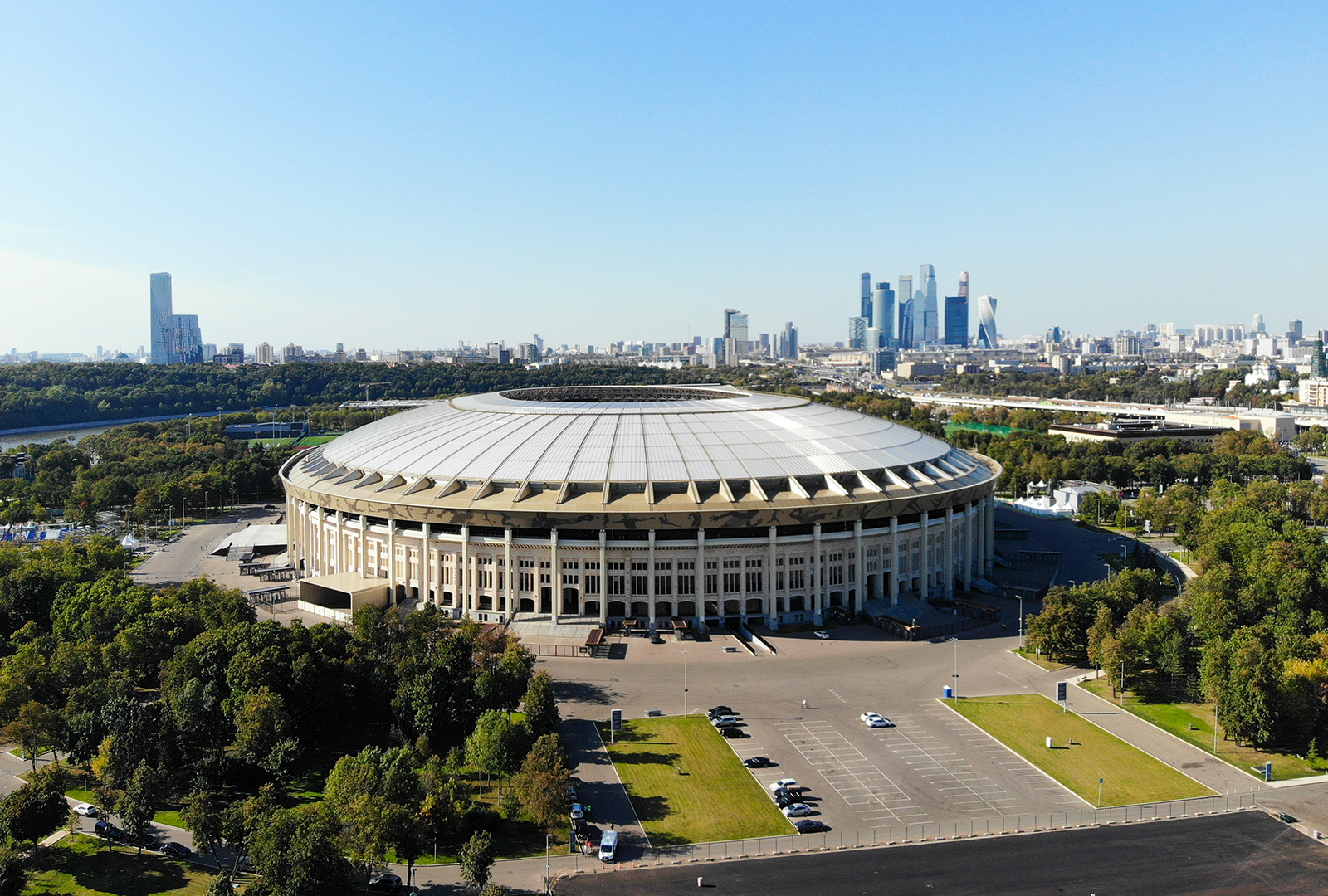
Стадион Лужники, Москва

### Москва
Основная часть соревнований, а также церемонии открытия и закрытия, пройдут в Москве. Территория Лужников, помимо спортивной части, станет центром планируемой культурной программы Игр. Здесь будут размещены дома гостеприимства стран-участниц и иные мероприятия для гостей и делегаций.

### Екатеринбург
В Екатеринбурге все соревнования будут проходить на уже существующих спортивных объектах, строительство новых сооружений не планируется. Адаптационные мероприятия пройдут с 5 по 12 сентября, тренировочные с 13 по 15 сентября, собственно Игры начнутся с 16 сентября.

## Международная реакция
Международный олимпийский комитет 14 ноября 2023 года заявил, что участие во Всемирных играх дружбы будет трактоваться как нарушение решения Исполкома МОК от 25 февраля 2022 года в отношении международных спортивных мероприятий, проводимых в России. Организационный комитет Всемирных игр дружбы ответил на заявление МОК, отметив, что целью готовящихся Игр никогда не были ни конфронтация с МОК, ни создание соревнований в противовес Олимпийскому движению:
8 декабря 2023 года Международный олимпийский комитет допустил спортсменов из РФ и Белоруссии до участия на Олимпийских играх в Париже при соблюдении ряда критериев для участия. Президент Олимпийского комитета России Станислав Поздняков допустил, что данные критерии могут позволить МОК аннулировать результаты спортсменов из РФ и Белоруссии в Париже, если они примут участие в обоих турнирах. В связи с этим правительство отдаёт предпочтение Играм дружбы.
17 ноября 2023 года гендиректор Всемирного антидопингового агентства (WADA) Оливье Ниггли заявил, что Россия не имеет права организовывать Игры дружбы из-за отсутствия статуса соответствия у Российского антидопингового агентства (РУСАДА): Организаторы Игр в ответном обращении отметили важность продолжения дискуссии между вовлечёнными организациями.

## Участники
По словам организаторов участниками турнира станут представители порядка 70 стран. Исполняющий обязанности министра молодёжи и спорта Украины Матвей Бедный заявил, что ряд национальных федераций получили приглашение на участие во Всемирных играх дружбы, однако несмотря на это украинские спортсмены отправлены на соревнования не будут.

## Виды спорта
В соревновательную программу войдут 33 вида спорта:
Москва:

| - Акробатический рок-н-ролл - Бадминтон - Баскетбол (мужчины, 3×3) - Бокс - Борьба - Брейкинг - Велосипедный спорт | - Гребной слалом - Каратэ - Конный спорт - Настольный теннис - Падел - Пляжный волейбол - Пляжный футбол | - Прыжки в воду (хай-дайвинг) - Самбо - Скалолазание - Скейтбординг - Спортивная гимнастика - Спортивное программирование - Стрельба из лука | - Триатлон - Тхэквондо - Тяжелая атлетика - Фехтование - Художественная гимнастика - Шахматы |

Екатеринбург:

| - Баскетбол (женщины) - Джиу-джитсу | - Дзюдо - Лёгкая атлетика | - Плавание - Прыжки в воду | - Синхронное плавание - Смешанные боевые единоборства (ММА) |

Кроме того, в качестве выставочных выступлений в Москве пройдут соревнования по мас-рестлингу и сумо.

## Символика

### Логотип
В рамках саммита Россия — Африка, проходившего с 27 и 28 июля в Санкт‑Петербурге, был представлен логотип Всемирных игр дружбы 2024. На логотипе изображено рукопожатие на фоне планеты Земля.

### Талисман
Талисман Игр был представлен 5 марта 2024 года в Сочи в ходе Всемирного фестиваля молодёжи-2024. Перед выбором талисмана организаторы устроили общественный опрос, по итогам которого были отобраны персонажи, олицетворяющие Россию и Всемирные игры дружбы. На следующем этапе персонажи были отрисованы Союзмультфильмом и предоставлены на оценку жюри. В состав жюри вошли послы Игр дружбы, известные российские спортсмены, спортивные деятели и представители культуры. По итогам их голосования талисманом Всемирных игр дружбы 2024 стал Тигр.
В течение весны будет определено имя Талисмана.

## Волонтёры
Волонтёрская программа соревнований стартовала 5 декабря 2023 года в Международный день добровольцев. Оргкомитет планирует привлечь и обучить около 7500 человек: 5500 из них будут задействованы в Москве, ещё 2000 — в Екатеринбурге. Кандидатам на момент проведения Игр должно исполниться 18 лет, также важным является знание английского языка кандидатами.
Официальный приём заявок от кандидатов в волонтёры стартовал 6 марта 2024 года в рамках ВФМ-2024.
Послом волонтёрской программы Игр стала певица Клава Кока. Её презентация также состоялась в рамках праздничных мероприятий 5 декабря 2023 года.